# Strathard

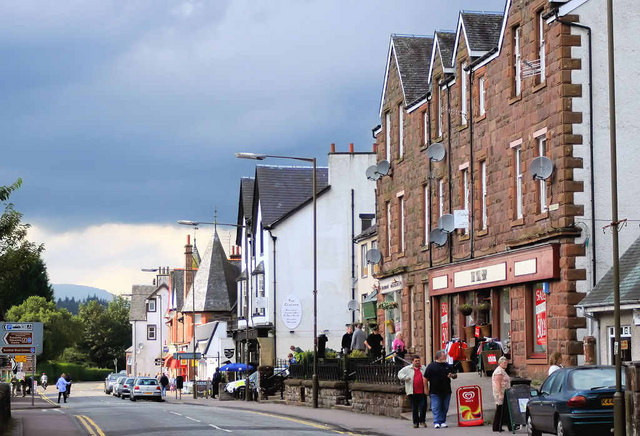
Die Hauptstraße von Aberfoyle

Strathard ist eine Gemeinde (Community Council Area), die im Norden von Schottland in der Region Stirling liegt.

## Geographie
Strathard liegt im Bereich des Loch-Lomond-and-the-Trossachs-Nationalparks, zum großen Teil am Oberlauf des Flusses Forth. Ganz im Westen reicht es, in einem schmalen Streifen, an das Ufer des Loch Lomonds, im Norden zum Loch Katrine. Weitere Seen im Gebiet der Gemeinde sind Loch Ard, Loch Arklet und Loch Chon. Den zentralen Ort bildet Aberfoyle, unter den weiteren sind Inversnaid, Kinlochard, Kirkton, Milton und Stronachlachar. Die Fläche beträgt 236 Quadratkilometer, auf denen beim Zensus 2011 1237 Einwohner lebten.

## Verwaltung
Innerhalb der Region Stirling bildet Strathard eine der 42 Community Council Areas. Angrenzende sind, beginnend im Norden und dann im Uhrzeigersinn, Trossachs, Callander, Polmaise, Gartmore und Balmaha and Milton of Buchanan.